# Секст Квинтилий Максим
Секст Квинтилий Максим (на латински: Sextus Quintilius Maximus; * Александрия Троада; † 182, Рим) e политик и сенатор на Римската империя през 2 век.

## Биография
Максим произлиза от фамилията Квинтилии от Александрия Троада близо до Троя в Мала Азия. Той е син на Секст Квинтилий Кондиан (консул 151 г.). Брат или братовчед е на Секст Квинтилий Кондиан (консул 180 г.).
През 172 г. Максим е редовен консул заедно със Сервий Калпурний Сципион Орфит. През 175 г. той участва с Марк Аврелий в походите на Дунав. През 178 /179 г. той e легат (legatus Augusti pro praetore) на Горна Панония, а неговият брат или братовчед Кондиан е управител по това време на Долна Панония.
Максим е екзекутиран през 182 г. от император Комод.
Руините на тяхната вила на Квинтилиите, построена през 150 г., стоят на Виа Апиа извън Рим.